# Guidan Guiwa (Falenko)
Guidan Guiwa ist ein Dorf in der Landgemeinde Falenko in Niger.

## Geographie
Das von einem traditionellen Ortsvorsteher (chef traditionnel) geleitete Dorf befindet sich rund neun Kilometer südwestlich des Hauptorts Falenko der gleichnamigen Landgemeinde, die zum Departement Tanout in der Region Zinder gehört. Zu weiteren Siedlungen in der Umgebung von Guidan Guiwa zählen Dan Aï Saboua und Yagagi im Nordwesten, In Yélwa im Südosten, Kaoutchin Kaba im Süden und Gararé im Westen.
Es herrscht das Klima der Sahelzone vor, mit einer durchschnittlichen jährlichen Niederschlagsmenge zwischen 300 und 400 mm.

## Bevölkerung
Bei der Volkszählung 2012 hatte Guidan Guiwa 199 Einwohner, die in 31 Haushalten lebten. Bei der Volkszählung 2001 betrug die Einwohnerzahl 164 in 26 Haushalten
Die Bevölkerungsdichte in diesem Gebiet ist mit 10 bis 20 Einwohnern je Quadratkilometer relativ gering.

## Wirtschaft und Infrastruktur
Guidan Guiwa liegt in einem Gebiet des Übergangs zwischen der Naturweidewirtschaft des Nordens und des Ackerbaus des Südens, was zu Landnutzungskonflikten führt. Es gibt eine Schule im Dorf.